# Fagui
Fagui è un comune rurale del Mali facente parte del circondario di Koutiala, nella regione di Sikasso.
Il comune è composto da 10 nuclei abitati:
- Bougoro
- Kadoubala
- Kèlèni
- Gouembougou
- Lampasso
- Nampala
- Namprompela
- Siémésso
- Torola
- Ziéna (centro principale)